# Ron Welty
Ronald "Ron" Welty (Long Beach; California; 1 de febrero de 1971) es el ex baterista de la banda estadounidense de punk rock The Offspring. De todos los bateristas de la banda, Welty fue el que más tiempo los acompañó, ya que estuvo en la banda desde julio de 1987 hasta marzo de 2003. Sin embargo, Ron abandonó The Offspring para formar su propia banda llamada Steady Ground, en la cual él tocaba la batería y co-producía, aunque se separaron en 2007. Luego, en el 2009, Ron se volvió el propietario de la compañía discográfica Band-Aid On A Bullet Records, y además se convirtió en el productor y administrador de una banda de rock/pop llamada A New Vice. A pesar de su salida de The Offspring, él todavía tiene muy buenas relaciones con los demás miembros del grupo.

## Vida y carrera
Ronald Welty nació el 1 de febrero de 1971 en Long Beach, California, Estados Unidos. Debido a problemas familiares, Ron y su madre se mudaron a Orange County, en donde empezó a tocar la batería cuando estaba en octavo grado de la secundaria. Ya que su madre y su padre se habían divorciado, Ron se vio obligado a trabajar en una panadería para ayudar a mantener a su familia. Al mismo tiempo integraba una banda llamada "Fuck Quality X-Rays".
Algún tiempo después, el baterista de "Manic Subsidal" (antiguo nombre de The Offspring), James Lilja, abandonaría el grupo y, de esta manera, Ron sería presentado a Dexter Holland a través de su hermanastra, que en aquel entonces mantenía una relación sentimental con Noodles, y así, con tan solo 16 años de edad, se convirtió en el baterista de The Offspring.
Debido a que Ron, durante el primer tour que realizó The Offspring, aún no era mayor de edad, la madre de Ron hizo firmar a Dexter unos papeles que decían que Dexter se haría responsable de Ron mientras estaban de gira. Mientras tocaba con The Offspring, Ron también tocaba en otra banda llamada "Spinning Fish", para tener más variedad como baterista, aunque su proyecto principal siempre fue The Offspring.

Ron fue el baterista de los primeros seis álbumes de The Offspring, incluyendo The Offspring, Ignition, Smash, Ixnay On The Hombre, Americana y Conspiracy Of One. También aparece en los DVD de Americana, Huck It y Complete Music Video Collection.
Durante el 2003, cuando la banda estaba en la mitad de la grabación de Splinter, Ron decidió abandonar la banda, comunicando en la página oficial del grupo:

« "Después de más de 15 años con The Offspring he decidido dedicar todas mis energías a un nuevo proyecto llamado Steady Ground. Le deseo a Dexter, Noodles y Greg la mejor de las suertes en lo suyo, ya que es momento de concentrarme en mis propios proyectos".»
Ron.

A lo que Dexter y Noodles respondieron:

« "La marcha de Ron, tras estar más de quince años junto a nosotros, como te puedes imaginar ha sido un golpe muy duro de encajar, pero no podemos más que respetar su decisión y seguir adelante".»
Noodles.

« "Después de tanto tiempo juntos va a ser raro hacer algo sin Ron, pero estamos mirando hacia el futuro y preparando un nuevo disco. Le deseamos lo mejor".»
Dexter Holland.

De esta manera, Ron abandonaba The Offspring, siendo Defy You la última canción en la que participaría.
Inmediatamente después de abandonar The Offspring, Ron empezó a trabajar con Steady Ground. El 26 de febrero de 2006, Steady Ground lanzó 3 demos en su dirección de MySpace titulados "Everyone's Emotional", "I Can't Contain Myself", y "You Better Close Your Eyes". Alrededor de un año después, sale a la luz su primer y último disco, titulado "Jettison". Ese mismo año, el grupo se separó.
Más de dos años después, Ron se convirtió en el productor y administrador de una banda de rock/pop llamada "A New Vice", quiénes ese mismo año sacaron a la venta su disco también llamado "A New Vice", lanzado bajo la compañía discográfica "Band-Aid On A Bullet Records," de la cual Ron es el propietario.

## Discografía
| - The Offspirng (1989) – Batería - Ignition (1992) – Batería - Smash (1994) – Batería, coros - Ixnay On The Hombre (1997) – Batería - Americana (1998) – Batería - Conspiracy Of One (2000) – Batería - Greatest Hits (2005) – Batería - Happy Hour! (2010) – Batería | - Jettison (2007) – Batería, compositor - A New Vice (2009) – Productor, administrador - Idle Hands (1999) – Batería, él mismo |

## Equipamiento
A lo largo de su carrera, Ron ha usado mayoritariamente baterías TAMA, con platillos Zildjian. En sus inicios con The Offspring, Welty usaba una batería de seis cuerpos (1 Bombo, 1 Redoblante, 3 Tom-Tom, 1 Tom de Piso), con el mismo número de platillos (Par de Hi-Hat, 1 Ride, 2 Crash, 1 China, 1 Splash). Con el pasar del tiempo, quitó un Tom-Tom y el Splash, adoptando así una batería de 5 cuerpos, con cinco platillos.

### Conspiracy of One
Batería TAMA Starclassic Performer EFX de 5 cuerpos con un terminado en Diamond Dust, con parches Remo.
- Bombo de 18" x 22". Parche batidor Remo Emperor/Ambassador y parche resonante Remo Ambassador (Con el logo de Conspiracy of One).
- Redoblante de bronce de 5.5" x 14". Parche batidor Remo Emperor/Ambassador y parche resonante Remo Ambassador.
- Tom-Tom de 9" x 12". Parche batidor Remo Emperor/Ambassador y parche resonante Remo Ambassador.
- Tom-Tom de 10" x 13". Parche batidor Remo Emperor/Ambassador y parche resonante Remo Ambassador.
- Tom de Piso de 16" x 16". Parche batidor Remo Emperor/Ambassador y parche resonante Remo Ambassador.
- Zildjian A New Beat Hi-Hat de 14".
- Zildjian A Medium Thin Crash de 18".
- Zildjian A Medium Crash de 18".
- Zildjian A Ping Ride de 20".
- Zildjian A China High de 20".
- Cencerro LP Rock Ridge Rider.
- Cencerro LP Rock.
- Pedal DW Delta 5000.
- Baquetas Zildjian serie Vinnie Colaiuta Artist.

Ron también contaba con un Hi-Hat de marca desconocida y un Redoblante Pintech, ambos electrónicos, usados en los temas "Living in Chaos" y "Special Delivery". Además, contaba con un sexto platillo auxiliar, también de marca y modelo desconocido.